# District historique de Namur
Namur Historic District en français : « District historique de Namur », également connu sous le nom Namur Belgian-American District en français : « District belgo-américain de Namur » est un district historique dans le Wisconsin. Le district comprend la communauté de Namur et de nombreuses fermes avoisinantes.
Il a été ajouté au Registre national des lieux historiques le 6 novembre 1989 et a été déclaré National Historic Landmark le 14 décembre 1990.

## Images

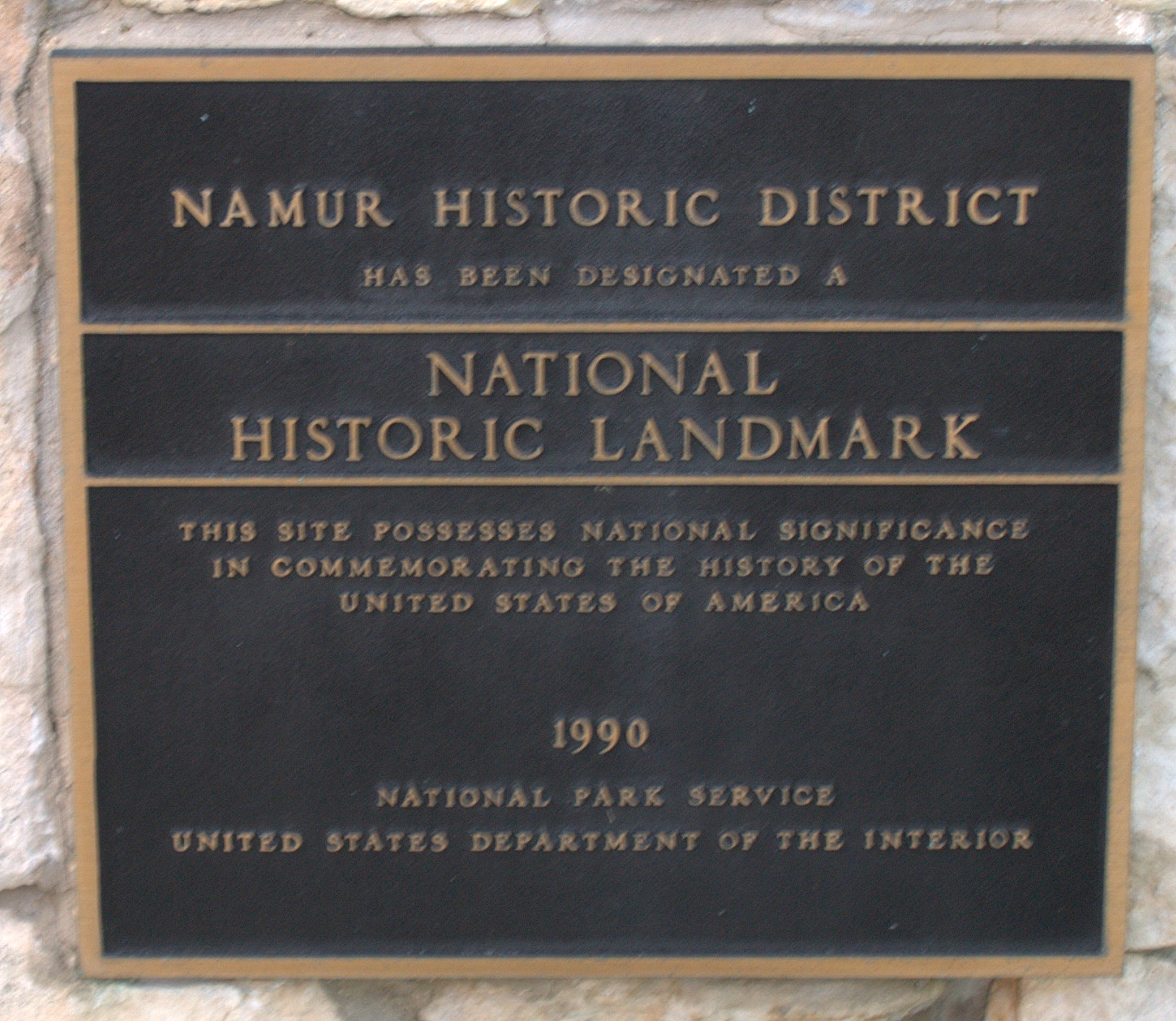
Plaque historique près de Namur
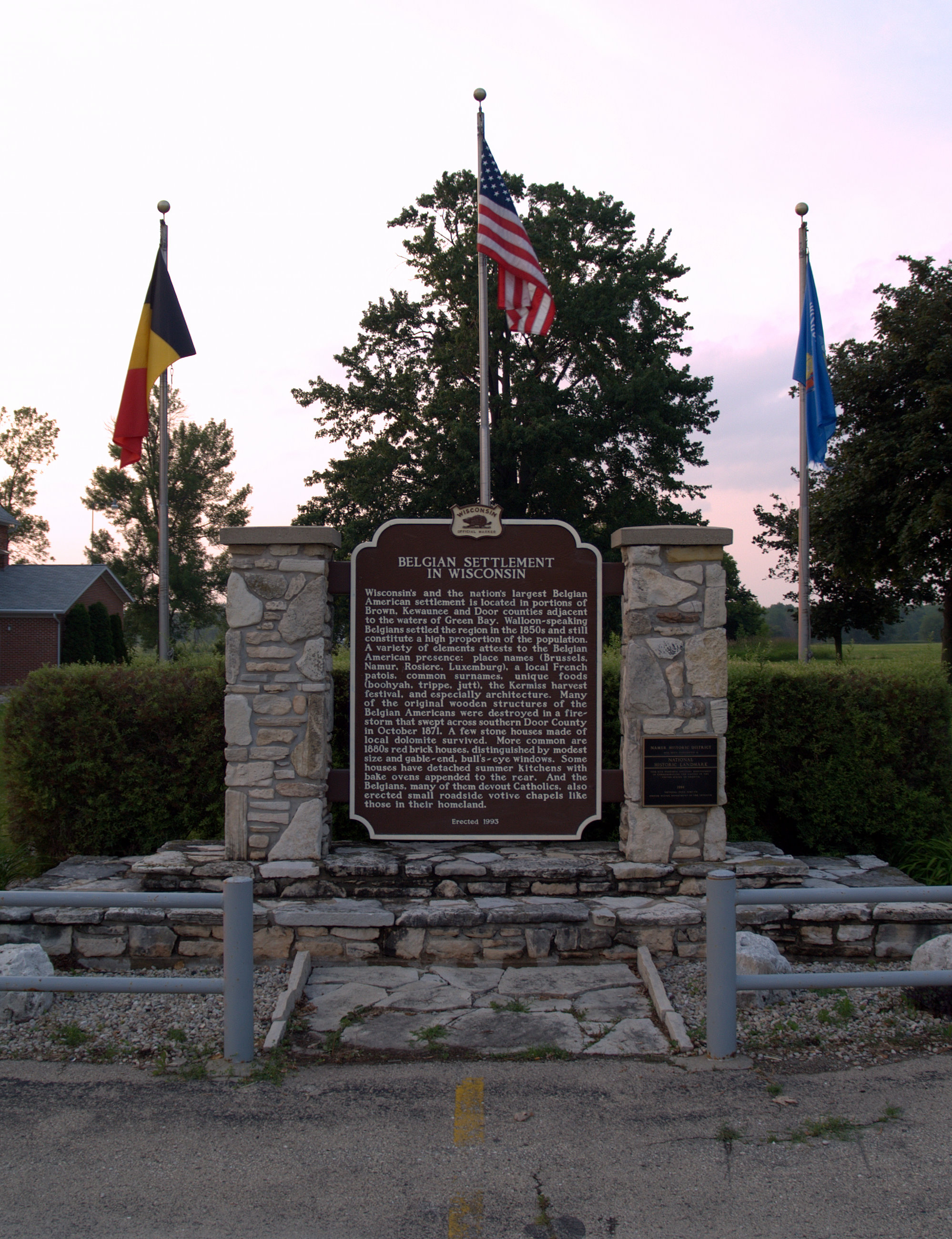
Plaque historique près de Namur
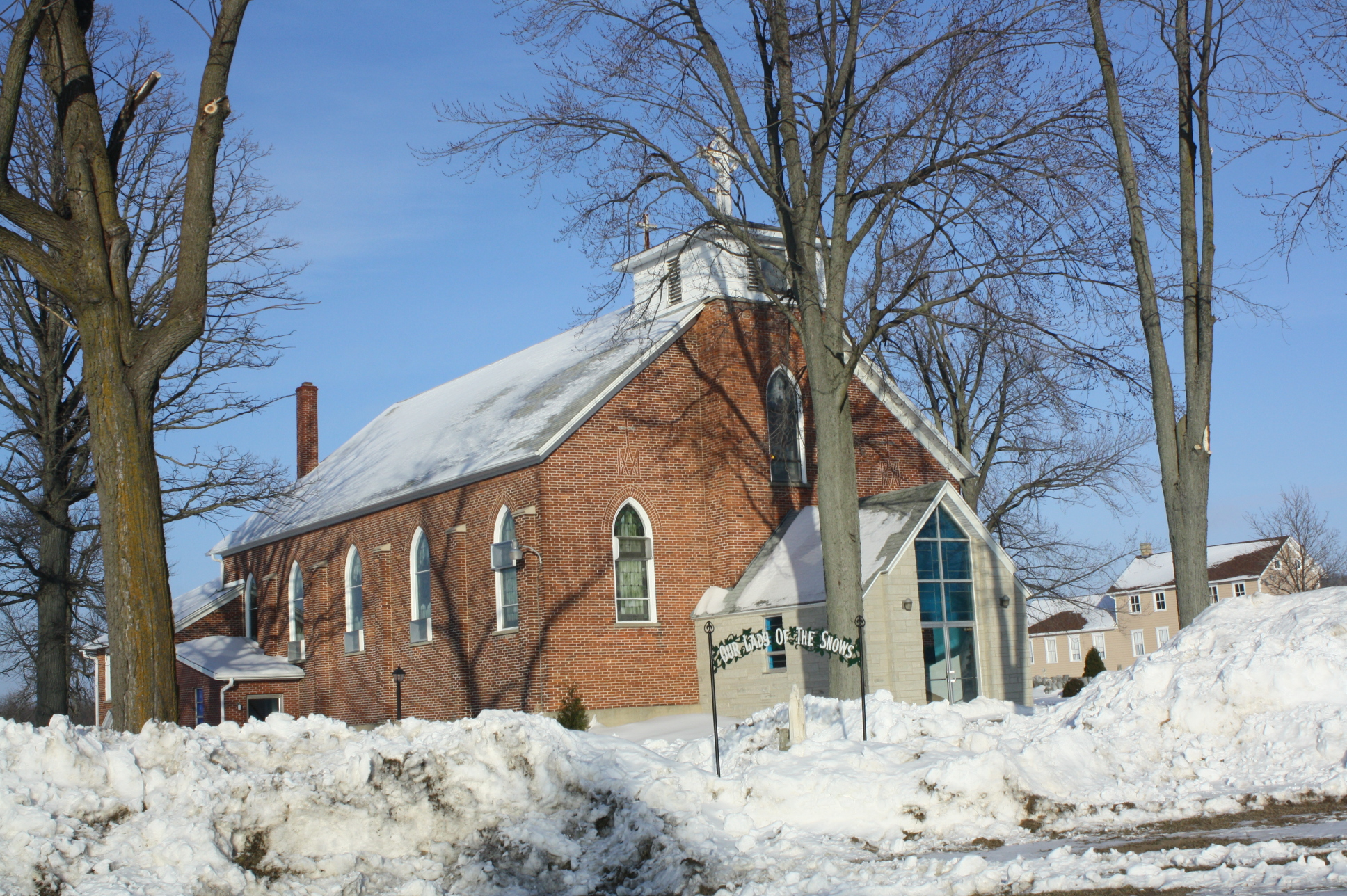
Église Our Lady of the Snows
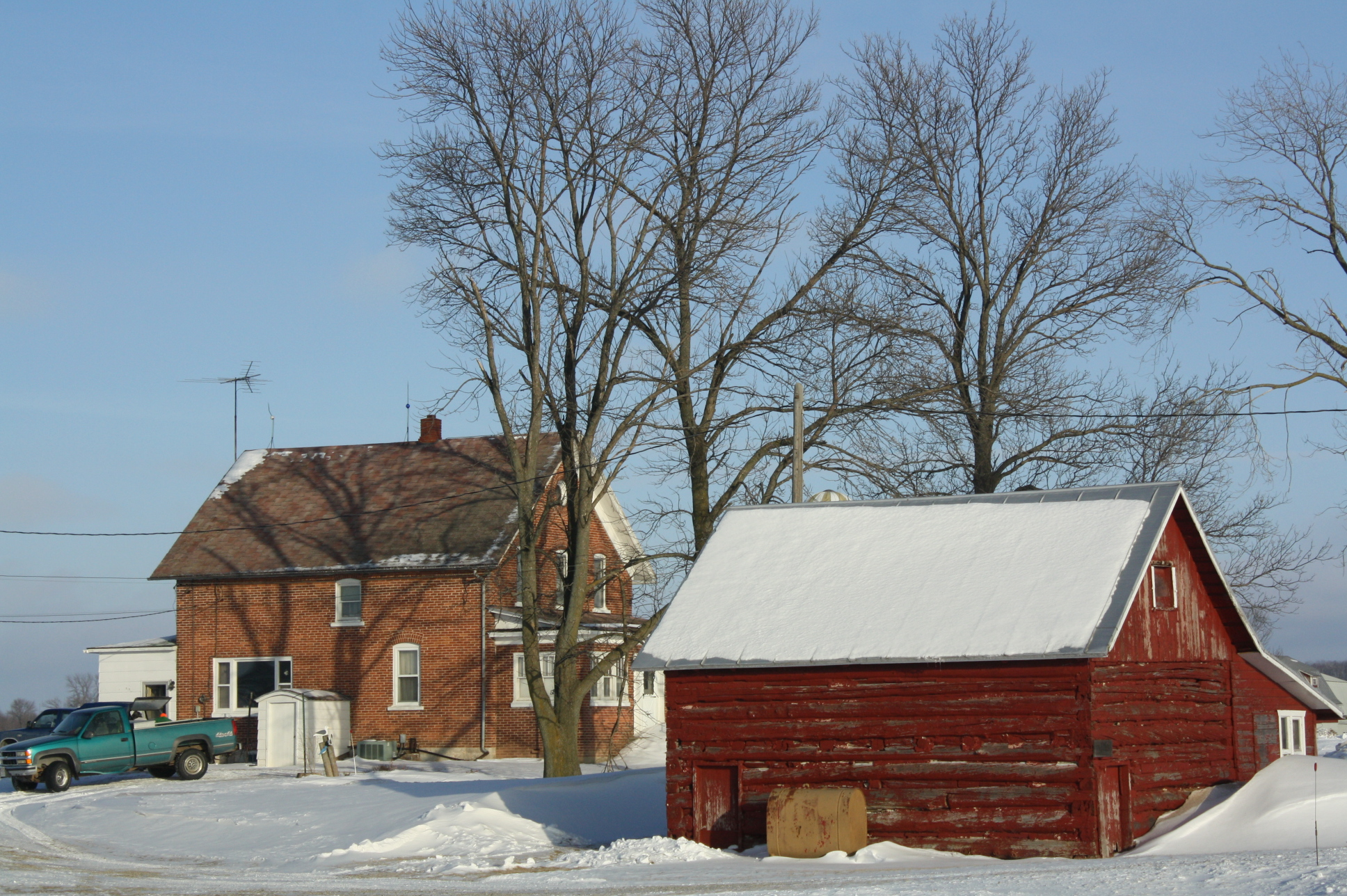
Maison en brique et un hangar
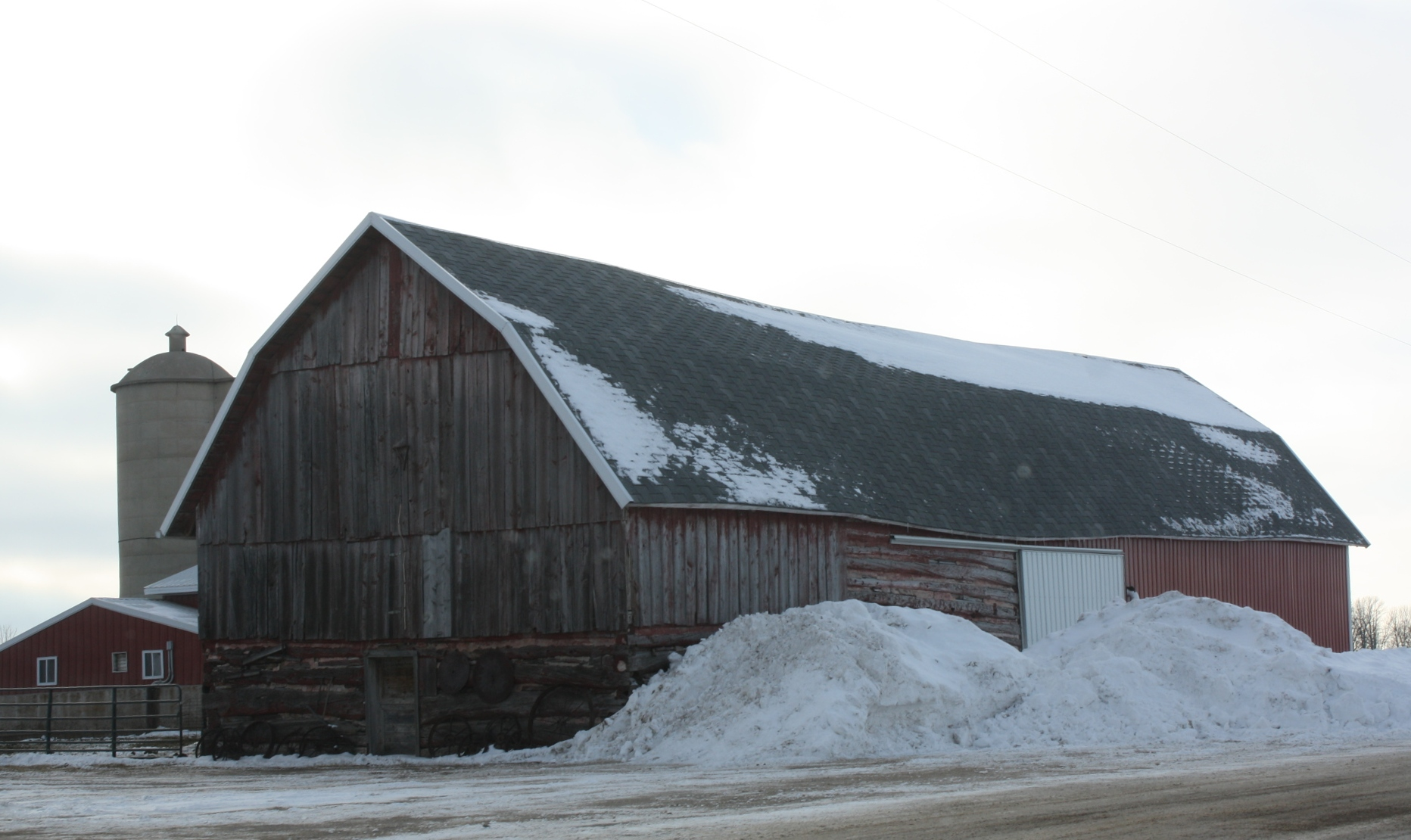
Grange

### Traduction
- (en) Cet article est partiellement ou en totalité issu de l’article de Wikipédia en anglais intitulé « Namur Historic District » (voir la liste des auteurs).